# ساندرا استیونس
ساندرا استیونس (به انگلیسی: Sandra Stevens) (زاده ۲۳ نوامبر ۱۹۴۹) خوانندهٔ انگلیسی است.
او عضو گروه برادرهود آف من است.